# 안랩클라우드메이트
안랩클라우드메이트(영어: AhnLabCloudMate, Inc.)는 대한민국의 IT서비스 기업으로, 안랩의 클라우드사업부문이 분사한 클라우드 관리 서비스 전문 법인(MSP)이다. 보안과 클라우드 네이티브 기술력을 바탕으로 고객이 클라우드를 안전하고 클라우드답게 사용할 수 있도록 지원한다.

## 역사
창립 당시에는 국내 소수의 MSP 스타트업으로 출발했다. Microsoft Azure의 MVP(Most Valuable Professionals)들이 있는 기업이기도 하며, 아마존 웹 서비스, Microsoft Azure, Google Cloud Platform, 네이버 클라우드 플랫폼, 텐센트 클라우드 등 다양한 국내외 CSP의 매니지드 서비스를 통한 클라우드 네이티브의 기술력으로 매년 매출이 꾸준히 상승하였다.
LG전자의 제조 현장에 Google Cloud Platform의 Anthos를 국내 최초로 제안 및 도입하여 하이브리드 클라우드 기반 인공지능 품질 검사 플랫폼의 구축을 성공적으로 이끌어냈으며, 미국의 클라우드 네이티브 지리 공간 분석 플랫폼 기업 '카토(CARTO)'와 전략적 파트너십을 국내 최초로 체결하여 그동안 클라우드 기반 데이터 웨어하우스, 빅데이터 플랫폼 구축과 운영을 한 노하우를 통한 역량으로 클라우드 네이티브 환경에서 지리 공간 정보를 비즈니스에 활용하기도 하였다.
또한 통합 빌링 포털을 시초로 하여, Billing 3.0, RPM(Resource Power Manager, 클라우드 비용 최적화 서비스), SDP(Security Diagnostics Platform, 클라우드 리소스 보안 진단 서비스) 등 Cloud Native 기반의 다양한 B2B SaaS를 개발해내며, 국내 MSP 스타트업 중에서 준수한 개발 역량까지 보유한 기업으로 인정받기도 하였다.
그 기여를 인정받아 2023년 9월에는 안랩과 '클라우드 분야 사업 협력을 위한 업무협약(MOU)'을 체결하였고, 2024년 4월에는 안랩이 95.71%의 지분을 인수함으로써 안랩의 핵심 자회사가 되었다. 이후 같은 해 7월에는 안랩의 클라우드 사업 확장으로 인하여 클라우드사업부문 분사와 함께 통합법인으로 출범하였다.
현재 클라우드 네이티브 컴퓨팅 재단(CNCF) 실버 멤버이며, CNCF의 공인 쿠버네티스 서비스 제공사(KCSP)이다.

## 역대 대표이사
- 고창규 (2018~2019)
- 윤주현 (2020~2022)
- 고창규 (2023~2024)
- 김형준, 고창규 (2024~ )

## 사업 분야
대기업, 공공사업, e커머스, 게임사 등 다양한 분야의 고객을 대상으로 클라우드 기반의 생성형 인공지능(AI)과 머신러닝 운영(MLOps) 환경을 구축하고, 효율적인 개발환경 제공을 통한 애플리케이션 현대화(Application modernization)로 비즈니스의 클라우드 네이티브 전환을 지원한다. 안랩이 V3(바이러스 검사 소프트웨어)를 비롯한 보안 솔루션 전문 기업으로 정평이 나 있으나, 오히려 클라우드에 적용한 보안 기술로 경쟁력이 더욱 강화되어 차별화된 풀스택(Full Stack) MSP로 주목받고 있다.

## 같이 보기
- 메가존클라우드
- 베스핀글로벌
- 이노그리드